# SV Horn
SV Horn é um clube de futebol austríaco, com sede em Horn, atualmente disputa a Terceira Divisão Austríaca. A maior conquista da equipe foi a Copa da Áustria de Futebol, em 2008. Seu uniforme principal é azul. 
O time é de propriedade do futebolista nipônico Keisuke Honda, que o adquiriu no ano de 2015 pela quantia de €3.000.000,00 (três milhões de euros) com o objetivo de devolvê-lo a primeira divisão.

## Elenco Atual
Nota: Bandeiras indicam equipe nacional, conforme definido pelas regras de elegibilidade da FIFA. Os jogadores podem ter mais de uma nacionalidade não-FIFA.
| N.º |                    | Posição | Jogador            |
| --- | ------------------ | ------- | ------------------ |
|     | Áustria            | D       | Jürgen Csandl      |
|     | Áustria            | D       | David Hagmann      |
|     | Japão              | M       | Mizuki Arai        |
|     | Áustria            | D       | Dejan Nesovic      |
|     | Japão              | M       | Kenta Kawanaka     |
|     | Áustria            | A       | Mario Rekirsch     |
|     | Áustria            | M       | Nosa Edokpolor     |
|     | Macedónia do Norte | A       | Dzezahir Ismajli   |
|     | Áustria            | D       | Nico Tscheppen     |
|     | Japão              | D       | Nikki Havenaar     |
|     | Áustria            | M       | Dominik Kirschner  |
|     | Coreia do Sul      | D       | Kim Jae-Woo        |
|     | Sérvia             | M       | Miroslav Milosevic |

| N.º |            | Posição | Jogador            |
| --- | ---------- | ------- | ------------------ |
|     | Etiópia    | D       | Francis Bolland    |
|     | Áustria    | M       | Andree Neumayer    |
|     | Áustria    | G       | Simon Kronsteiner  |
|     | Áustria    | M       | Marcel Toth        |
|     | Áustria    | G       | Stefan Krell       |
|     | Áustria    | M       | Jonas Schaupp      |
|     | Áustria    | M       | Nico Schiesser     |
|     | Cabo Verde | M       | Toni Varela        |
|     | Áustria    | G       | Jaroslav Kasprisin |
|     | Áustria    | A       | Sally Preininger   |
|     | Áustria    | M       | Dominik Volf       |
|     | Eslováquia | A       | Matús Paukner      |

## Títulos
- Copa da Áustria de Futebol 2007-08
- Regionalliga Leste 2011-12, 2015-16